# Bankside (London)
Bankside (deutsch: Uferseite) ist ein Distrikt von London und ein Teil des London Borough of Southwark. Der Distrikt befindet sich am südlichen Ufer (engl. bank) der Themse, 2,4 km östlich von Charing Cross, zwischen der Blackfriars Bridge und der London Bridge. Die Bankside ist Teil eines Business Improvement Districts unter dem Namen „Better Bankside“.

## Geschichte

### Namensherkunft
Die ‚Banke‘ wurde vom Bishop of Winchester beansprucht, dem das Herrenhaus (manor) in der Liberty of the Clink gehörte. Eine historische Landkarte im Archiv des Herzogtum Lancaster zeigt einen „the way to the banke“ („den Weg zum Uferbereich“). 1554 wurde das Gebiet als the Banke syde verzeichnet und meint die Straße entlang des südlichen Themeseufers. 1860 wurde die Southwark Street (A3200) gebaut, um die Brückenübergänge der Blackfriars- und London Bridge miteinander zu verbinden. Diese kann als südliche Begrenzung der Bankside betrachtet werden.

### Städtische Entwicklung
Die Bankside ist die Flussseite der früheren Verwaltungseinheiten Liberty of the Clink und Liberty of Paris Garden. In der Elisabethanischen Zeit befanden sich diese Gebiete, getrennt durch den Fluss, außerhalb der Jurisdiktion der City of London. Hier konnten sich verschiedene Unterhaltungsbetriebe ansiedeln, die andernorts streng untersagt waren. So gab es hier Tierhatzunterhaltungen, wie das Bear- und Bullbaiting, Prostitution und auch das Theaterschauspiel. Die ersten Theater Londons (nach dem The Theatre) wurden hier errichtet; so das Rose, das Hope Theatre, das Swan und das berühmte Globe Theatre von William Shakespeare. Die Geschichte dieses Orts kann anhand einer Beschreibung studiert werden, die das Leben in und um eines der ältesten Gebäude der Bankside (49 Bankside) bis zum heutigen Tage zum Inhalt hat: „The house by the Thames : and the people who lived there“. Es wurde in den letzten Jahrzehnten renoviert und hat sich zu einem bedeutenden Touristenziel entwickelt. Die Skyline der Bankside wird durch die frühere Bankside Power Station dominiert, welche heute die Tate Gallery of Modern Art beherbergt.
Eine gravierende neue Gestaltung den 2010er Jahren erfolgte mit dem „Bankside 123 Komplex“ an der Southwark Street. Zusammen nehmen die drei Gebäude 5.000 Beschäftigte auf. Bankside 1, auch genannt das Blue Fin Building, wurde für das Zeitungsunternehmen IPC Media (heute TI Media) errichtet, während Bankside 2 und 3 von zwei Unternehmensbereichen der Omnicom Group genutzt werden, den Medienagenturen OMD und PHD. Heute arbeiten ca. 50.000 bis 60.000 Menschen in Bankside in über 1.000 Geschäftsfeldern. 490 davon in dem neuen Geschäftsviertel der sogenannten „Better Bankside“.

## Verwaltung
Bankside gehört zum Borough and Bankside Community Council welcher den Wahlbezirken Cathedrals und Chaucer entspricht. Sie gehören zu den Wahlkreisen Bermondsey and Old Southwark.

## Verkehr
Seit 1754 bildet die Blackfriars Bridge eine Verbindung zum Norden Londons und ab 1819 verbindet die Southwark Bridge das Gebiet mit der Londoner Innenstadt. 2000 wurde zudem zwischen der Tate Modern und der St Paul’s Cathedral eine Fußgängerbrücke mit dem Namen Millennium Bridge geschlagen, welche an ihren beiden Zugängen jeweils eine Fahrradverleihstation beherbergt. Der Bahnhof Blackfriars wurde im Rahmen des  Thameslink Programme im Jahr 2012 neugestaltet und bindet die Bankside nun besser an den Norden Londons an. Weitere Bahnhöfe mit Verbindung zur Bankside ist der Bahnhof London Bridge und die U-Bahnstation Southwark. Ergänzt werden diese Verkehrsanbindungen durch die wasserstoffbetriebenen Busse der Linien 381 und RV1.